# 蔣策
蔣策（？—？），字簡圃，号四山，直隶永平府卢龙县人。清朝官员，进士出身。

## 生平事迹
嘉庆十年（1805年）乙丑科，中进士二甲五十二名。后任户部主事、郎中，嘉庆二十五年（1820年）任江西道监察御史，后掌广西道、云南道监察御史。道光八年（1828年）任四川嘉定府知府。
蔣策喜好金石古玩，善书法，于道光七年（1827年）摹刻《唐故云麾将军李公(秀)碑》，现存法源寺内。晚年休致于宣武门南横街，后张之洞进京赶考曾寓居于此。

## 家庭关联
- 兄蔣第，乾隆癸丑进士，广西明江同知；
- 女一嫁内务府正白旗汉军、道光壬午进士、陕西西安府知府李希增（父嘉慶十三年（1808）戊辰進士李恩繹），诰封恭人；
- 女二嫁嘉庆癸酉举人、贵州知府张锳为继妻，是同治癸亥进士探花、体仁阁大学士，文襄公張之洞的繼母。[3]